# Air Calédonie
Air Calédonie ist eine französische Fluggesellschaft mit Sitz in Nouméa auf Neukaledonien und Basis auf dem Flughafen Magenta.

## Geschichte
Air Calédonie wurde am 9. Dezember 1954 unter dem Namen Transpac Airlines gegründet, an der die lokale Regierung 76 % der Anteile hielt. Im Jahr 1968 nahm die Gesellschaft dann den Namen Air Calédonie an. Sie verwendete Cessna 310 und de Havilland Canada DHC-6. Im Jahr 1983 beförderte Air Calédonie 135.000 Passagiere. 
Im Jahr 1987 wurde die Flotte um vier ATR 42 und eine Dornier 228 erneuert, was eine Steigerung der Passagierzahl auf über 180.000 ermöglichte. Zu der Basis Nouméa auf Neukaledonien werden einige Zubringerflüge für Air France und Qantas Airways durchgeführt.

## Flugziele
Air Calédonie fliegt von Nouméa Ziele innerhalb Neukaledoniens an. Außerdem wird von Nouméa - La Tontouta Port Villa in Vanuatu angeflogen.

## Flotte

### Aktuelle Flotte
Mit Stand Mai 2025 besteht die Flotte der Air Calédonie aus vier Flugzeugen mit einem Durchschnittsalter von 8 Jahren:
| Flugzeugtyp | Anzahl | bestellt | Anmerkungen | Sitzplätze |
| ----------- | ------ | -------- | ----------- | ---------- |
| ATR 72-600  | 4      |          |             | 70         |
| gesamt      | 4      | -        |             |            |

### Ehemalige Flugzeugtypen
In der Vergangenheit setzte Air Calédonie unter anderem bereits folgende Flugzeugtypen ein:
| Flugzeugtyp                   | Anzahl | Anmerkung | Einflottung | Ausflottung |
| ----------------------------- | ------ | --------- | ----------- | ----------- |
| ATR 42-300                    | 5      |           | 1986        | 2008        |
| ATR 42-500                    | 1      |           | 2006        | 2016        |
| de Havilland Canada DHC-6-100 | 1      |           | 1968        | 1974        |
| de Havilland Canada DHC-6-300 | 6      |           | 1970        | 1990        |